# Daïra de Marsa Ben M'Hidi
La daïra de Marsa Ben M'Hidi  est une daïra d'Algérie située dans la wilaya de Tlemcen et dont le chef-lieu est la ville éponyme de Marsa Ben M'Hidi.

## Communes de la daïra
La daïra de Marsa Ben M'Hidi est composée de deux communes : Marsa Ben M'Hidi et MSirda Fouaga.